# Lily Greiner
Pour les articles homonymes, voir Greiner.
Lily Greiner, née le 6 novembre 1923 à Strasbourg et morte le 7 novembre 2012 dans la même ville, est une bibliothécaire et historienne française.

## Famille et formation
Fille de Louis Greiner, architecte de la ville de Strasbourg, et d’Albertine Springhorn, Lily Julie Émilie Greiner fait des études au Gymnase protestant de Strasbourg avant d'être évacuée vers Périgueux durant la Seconde Guerre mondiale. Elle y passe son baccalauréat en philosophie. Elle entreprend ensuite des études de lettres à l’Université de Strasbourg repliée à Clermont-Ferrand. La fermeture de cette université en 1943 l’oblige à poursuivre ses études universitaires à Bordeaux. En 1945 elle est reçue à l’École nationale des chartes. Elle en sort major de promotion en 1949, après avoir soutenu une thèse intitulée La Seigneurie épiscopale de Strasbourg jusqu’en 1274 et les origines de la supériorité territoriale. Sa réussite à l’École des chartes lui vaut un séjour à l’École française de Rome.

## Activité professionnelle
Nommée en 1950 bibliothécaire à la Bibliothèque nationale et universitaire de Strasbourg (BNUS), elle y est à l’œuvre jusqu’à sa retraite en 1984. Devenue conservatrice en 1964, elle assure la responsabilité de la Réserve de la BNUS. Elle joue un rôle important dans la restauration de ses fonds spécifiques tels que le persan et l’arabe. Elle veille à l’aménagement des espaces dévolus aux collections patrimoniales et prend une part active aux publications et expositions de cette institution. 
En 1978, elle est la première femme à accéder aux fonctions d’administrateur de la BNUS. Sous son mandat, la BNUS dessert l’ensemble de la communauté universitaire de la ville en complément des bibliothèques et des divers instituts et devient un pôle d’excellence sur le plan national pour les sciences religieuses et les langues et littératures germaniques. Elle contribue à la rédaction de catalogues des manuscrits de la BNUS et est commissaire de plusieurs expositions, en particulier celles consacrées à L'Arioste (1975), à Richard Wagner (1976), à Thomas Murner (1987) et à l’Université de Strasbourg (XVIe – XXe siècle) (1988).

## Une forte personnalité
Ses collègues la décrivent comme une personne discrète mais déterminée qui impressionnait ses interlocuteurs par « sa ténacité et sa façon de défendre ses dossiers pied à pied, [ou encore] son souci de la bonne gestion des deniers publics ». 
Lily Greiner fait en outre preuve d'un intérêt marqué pour les sciences religieuses. Proche de son frère, le pasteur Albert Greiner, elle avait des convictions protestantes affirmées.

## Distinctions
Lily Greiner est nommée chevalier de la Légion d’Honneur (1978), commandeur des Palmes académiques (1983) et officier dans l'ordre national du Mérite (1989).